# اسقف‌نشین کوتایک
اسقف‌نشین کوتایک (ارمنی: Կոտայքի թեմ Kotayki t'em; انگلیسی: Diocese of Kotayk) یک اسقف‌نشین کلیسای حواری ارمنی
می‌باشد که استان کوتایک ارمنستان را تحت پوشش قرار می‌دهد. نام آن از کانتون کوتایک استان آیرارات ارمنستان بزرگ گرفته شده‌است.
این اسقف‌نشین به صورت رسکی در تاریخ ۳۰ مه ۱۹۹۶ با فرمانی که از سوی جاثلیق گارگین یکم صادر شده بود بنیانگذاری شد. مقرهای این اسقف‌نشین در مرکز استانی هرازدان و کلیسای جامع اسقف‌نشین صومعه کچاریس در نزدیکی تساغکادزور واقع شده‌است.

## کلیساها و صومعه‌های غیرفعال/ویران شده
This is an incomplete list of inactive or ruined churches and monasteries in the territory regulated by the Diocese of Kotayk:
- Yeghvard Basilica, Yeghvard, 4th century
- Khumarazham Church, گارنی، سده‌های ۴ام-۵ام میلادی
- Kakavadzor Upper Chapel, هرازدان، سده‌های ۴ام-۷ام میلادی
- Surp Nshan Tsiranavor Church, Aramus, سده ۶ام میلادی
- پتغناوانک Monastery, پتغنی، سده‌های ۶ام-۷ام میلادی
- Monastery of the Apostles Matthew and Andrew, کارنیس، سده‌های ۶ام-۷ام میلادی
- Artavaz Monastery, آرتاواز، سده‌های ۶ام-۷ام میلادی
- Teghenyats Monastery, بوژاکان، سده‌های ۶ام-۷ام میلادی
- غاراغاوانک Church, زوراوان، سده ۷ام میلادی
- Saint George's Monastery near Argel, سده ۷ام میلادی
- Holy Zion Church, گارنی، سده ۷ام میلادی
- Mayravank Monastery, تسولاک، سده‌های ۷ام-۱۱ام میلادی
- Holy Cross Church, Bjni, 9th century
- Surp Stepanos Church of Aghbyurak, هرازدان، سده‌های ۱۰ام-۱۲ام میلادی
- صومعه نغوتسی وانک، آرزاکان، سده‌های ۱۰ام-۱۳ام میلادی
- Holy Right Monastery, Hrazdan, 10-14th centuries
- Tejharuyk Monastery, Meghradzor, 1199
- Monastery of Saints Paul and Peter, آکونک، سده‌های ۱۲ام-۱۳ام میلادی
- Holy Mother of God Church, گارنی، سده‌های ۱۲ام-۱۳ام میلادی
- Chorut Monastery, Arzakan, 1207
- Zoravan Church, Zoravan, سده ۱۳ام میلادی
- Saint George's Church, بجنی، سده ۱۳ام میلادی
- Saint George's Church, آرزاکان، سده‌های ۱۳ام-۱۴ام میلادی
- Kakavadzor Chapel, هرازدان، سده‌های ۱۸ام-۱۹ام میلادی
- Surp Karapet Church of Jrarat, هرازدان، ۱۸۳۱
- Surp Stepanos Church, آرزاکان، ۱۸۶۷
- Holy Mother of God Church, گوغت، سده ۱۹ام میلادی

## نگارخانه

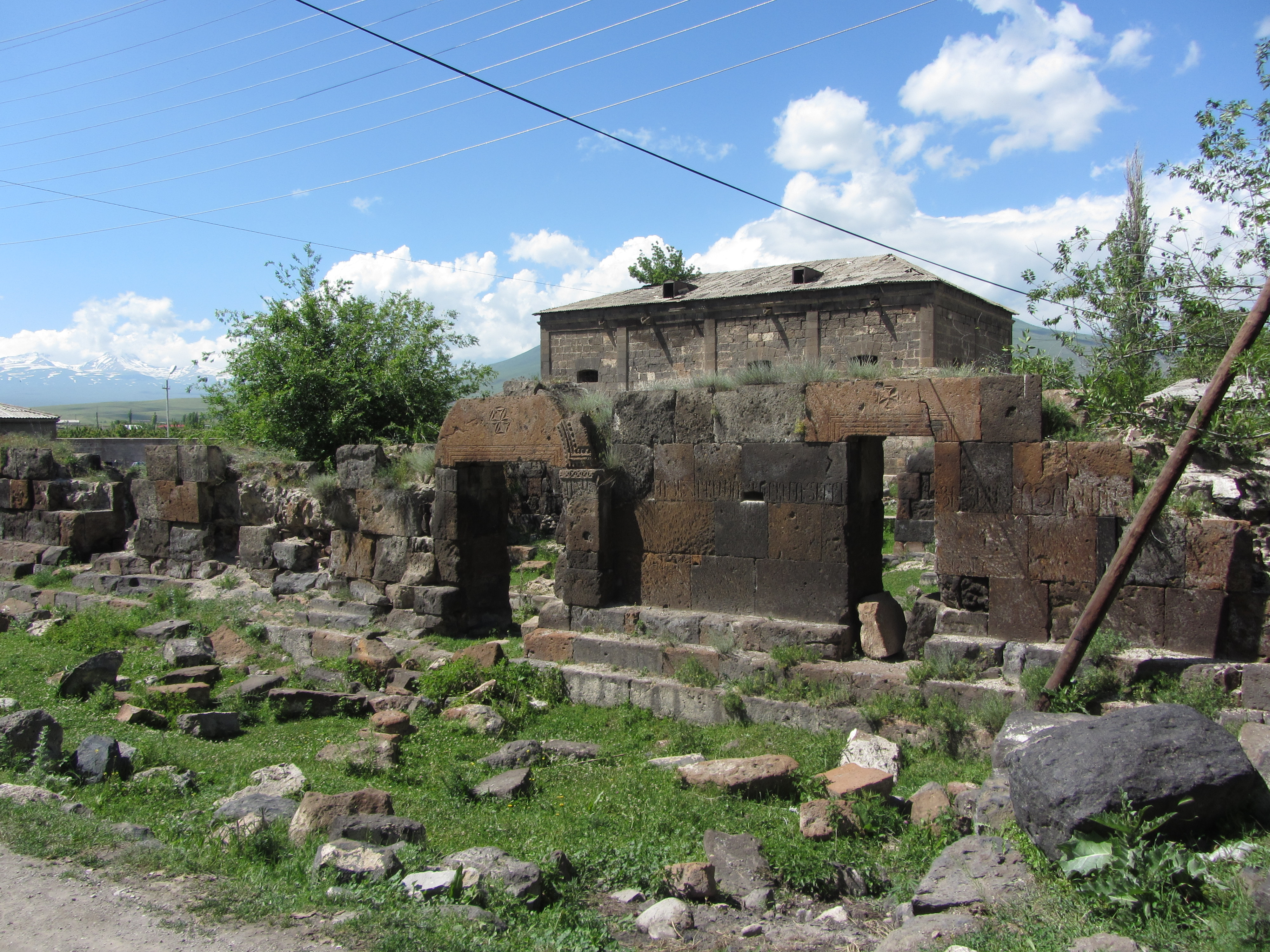
Yeghvard Basilica, Yeghvard, سده ۴ام میلادی
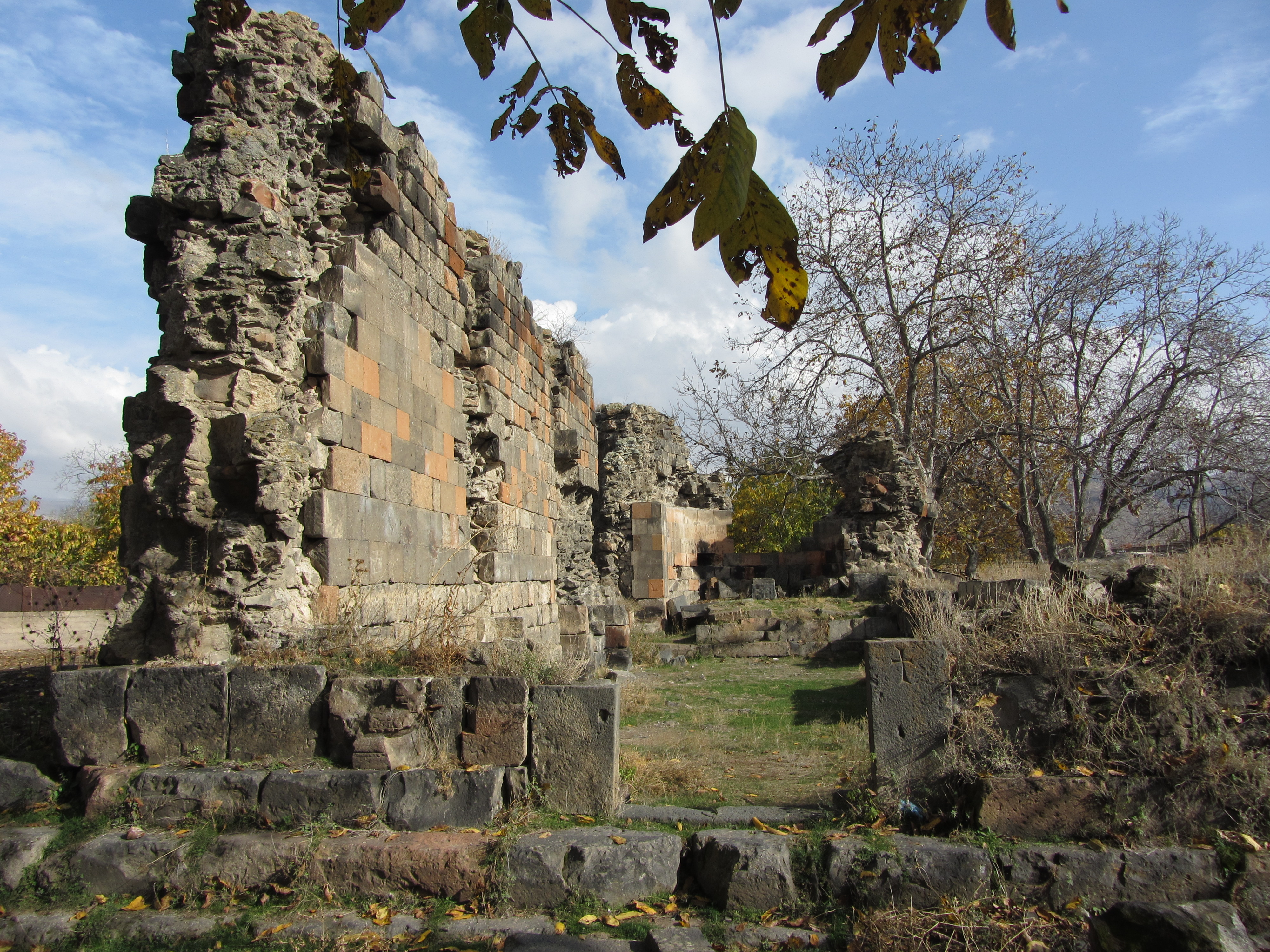
Khumarazham Church, Garni, سده‌های ۴ام-۵ام میلادی
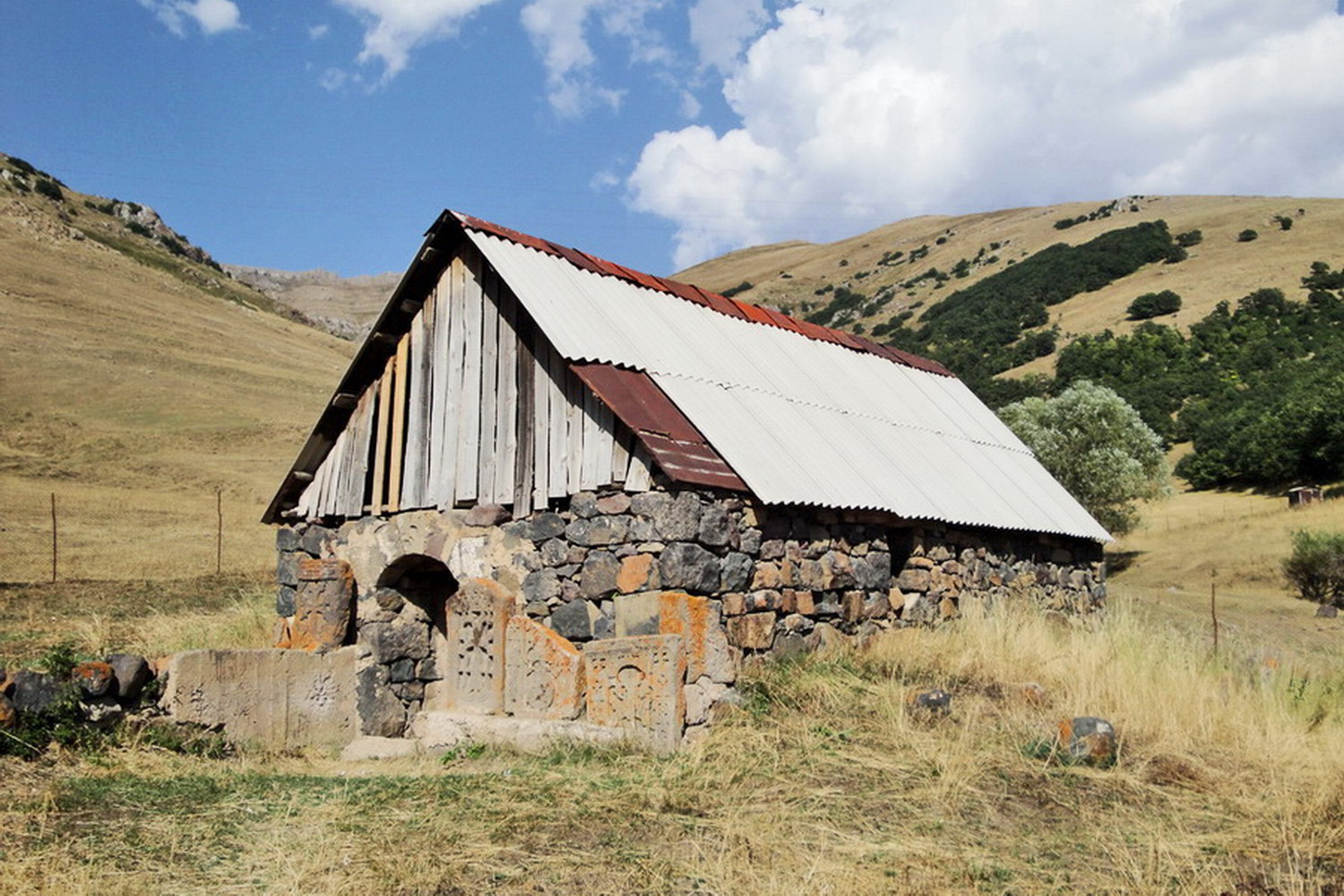
Kakavadzor Upper Chapel, Hrazdan, سده‌های ۴ام-۷ام میلادی
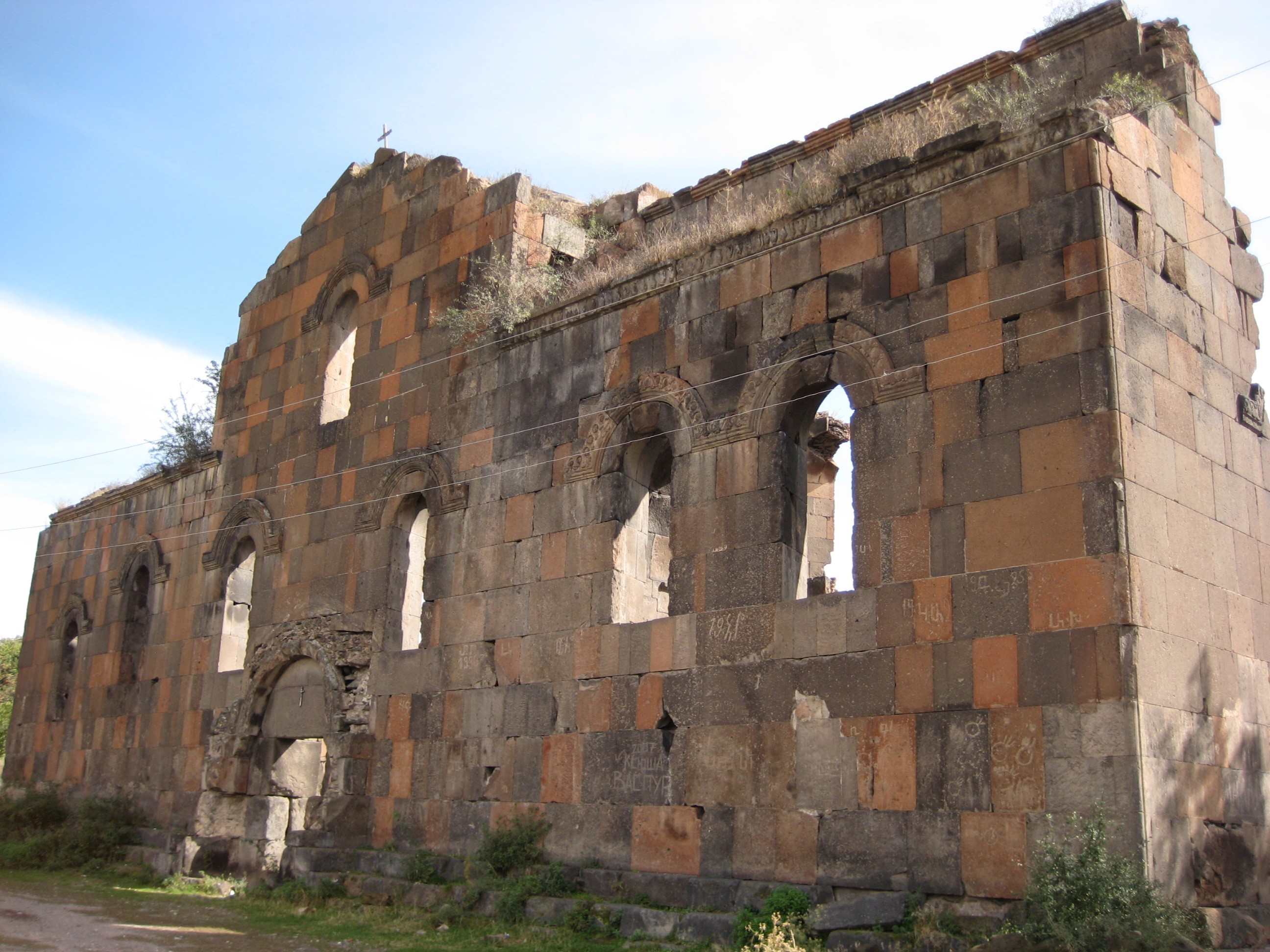
Ptghnavank Monastery, Ptghni, سده‌های ۶ام-۷ام میلادی
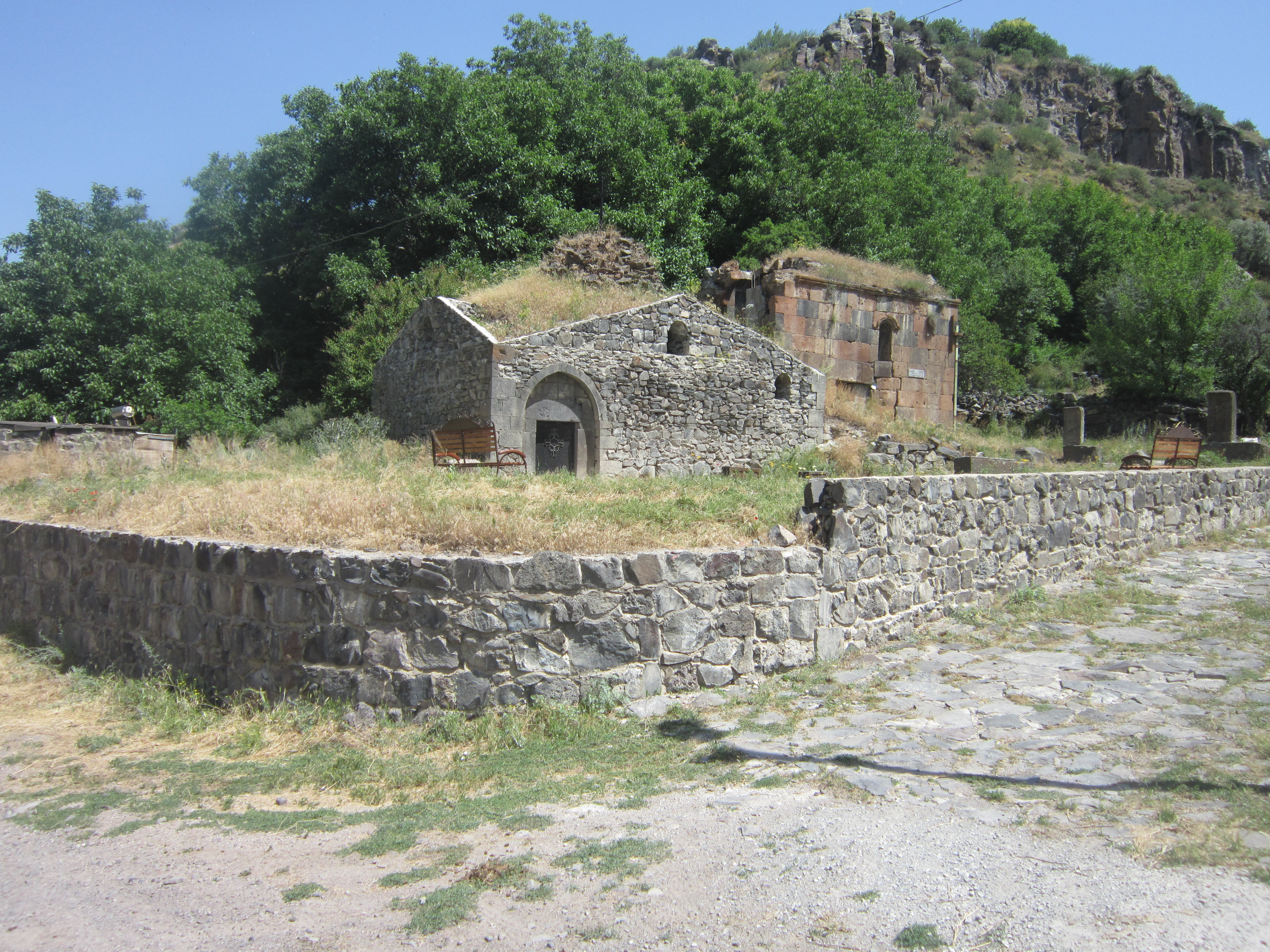
Monastery of the Apostles Matthew and Andrew, Karenis, سده‌های ۶ام-۷ام میلادی
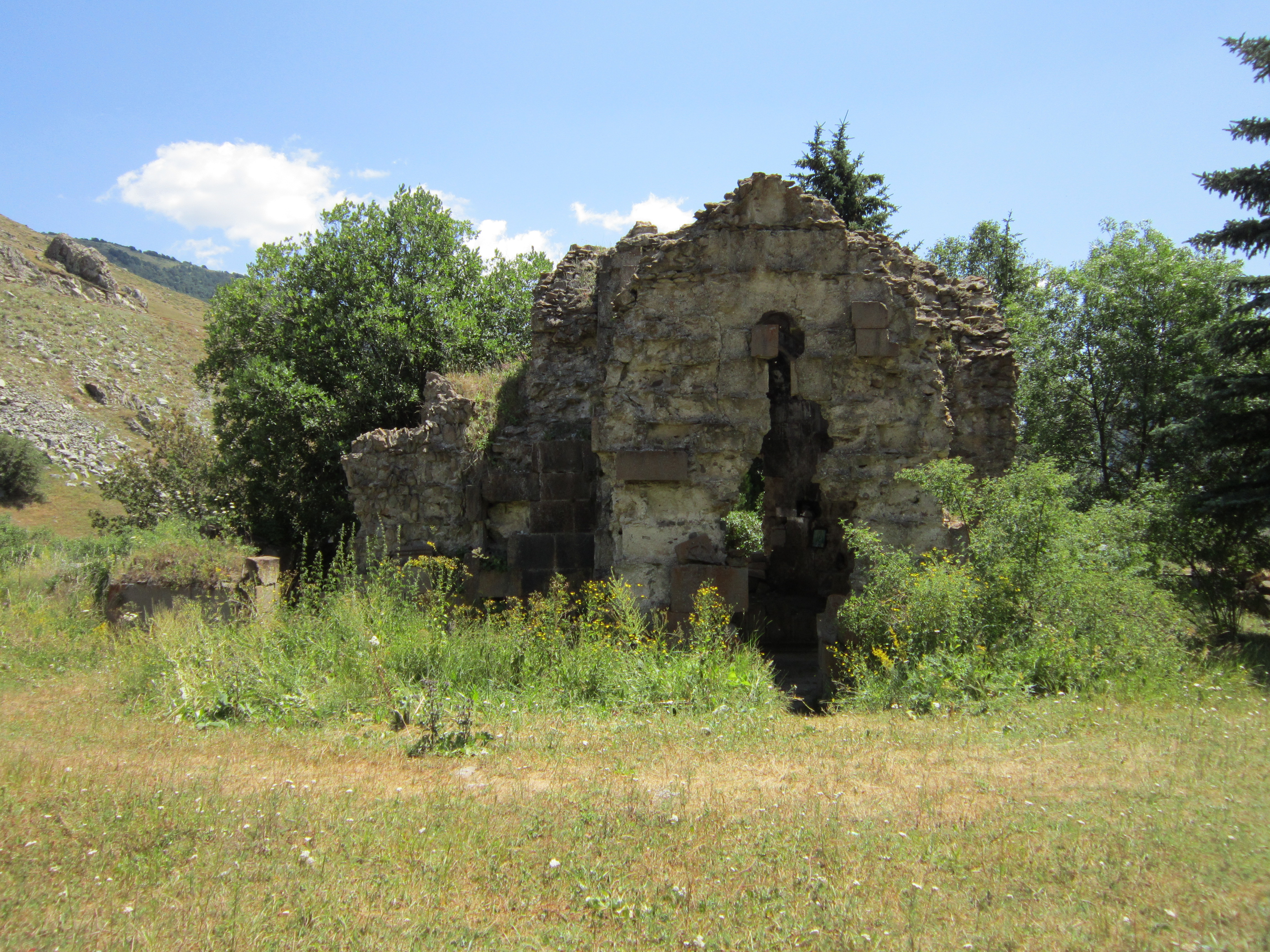
Artavaz Monastery, Artavaz, سده‌های ۶ام-۷ام میلادی
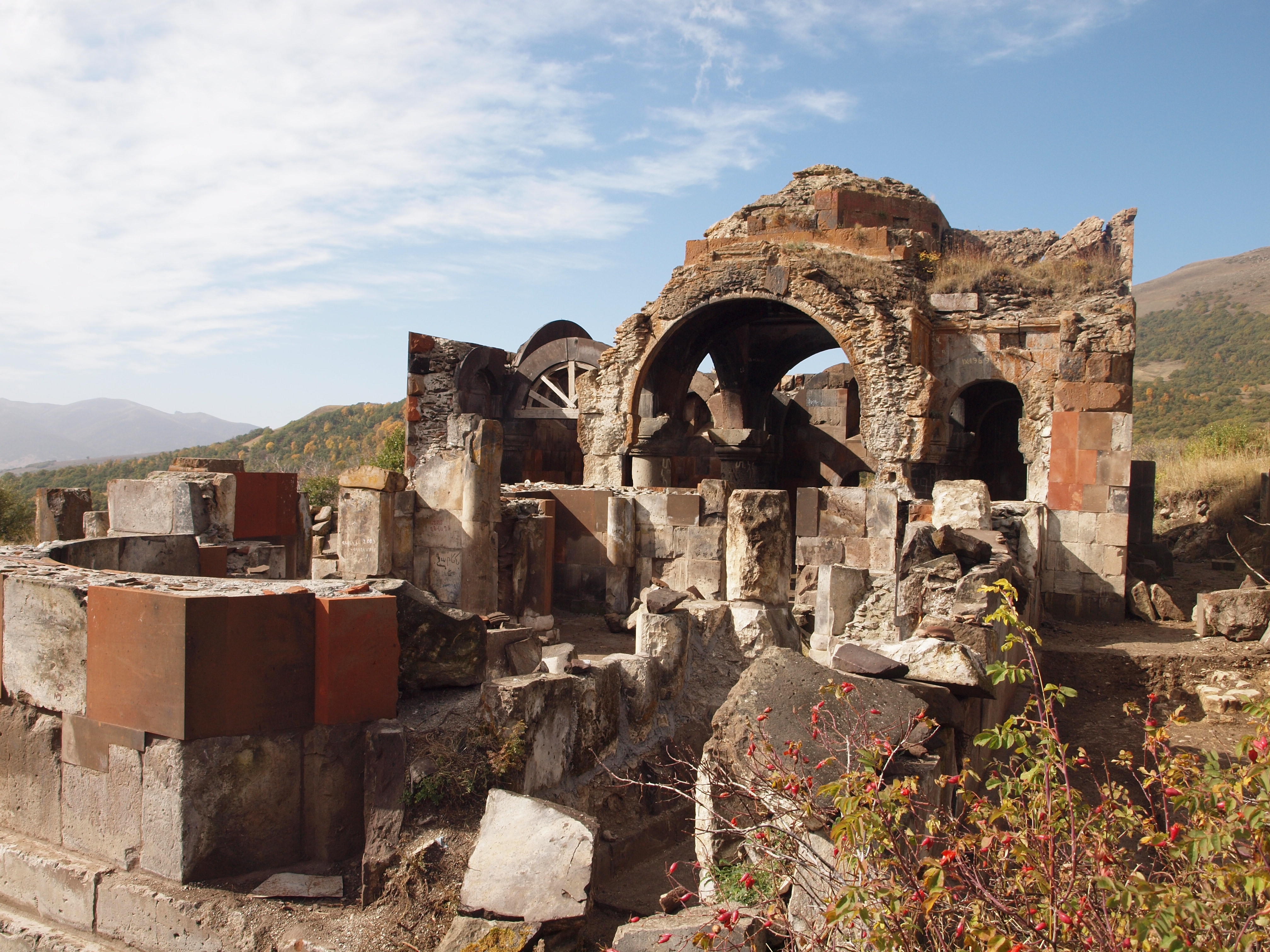
Teghenyats Monastery, Buzhakan, سده‌های ۶ام-۷ام میلادی
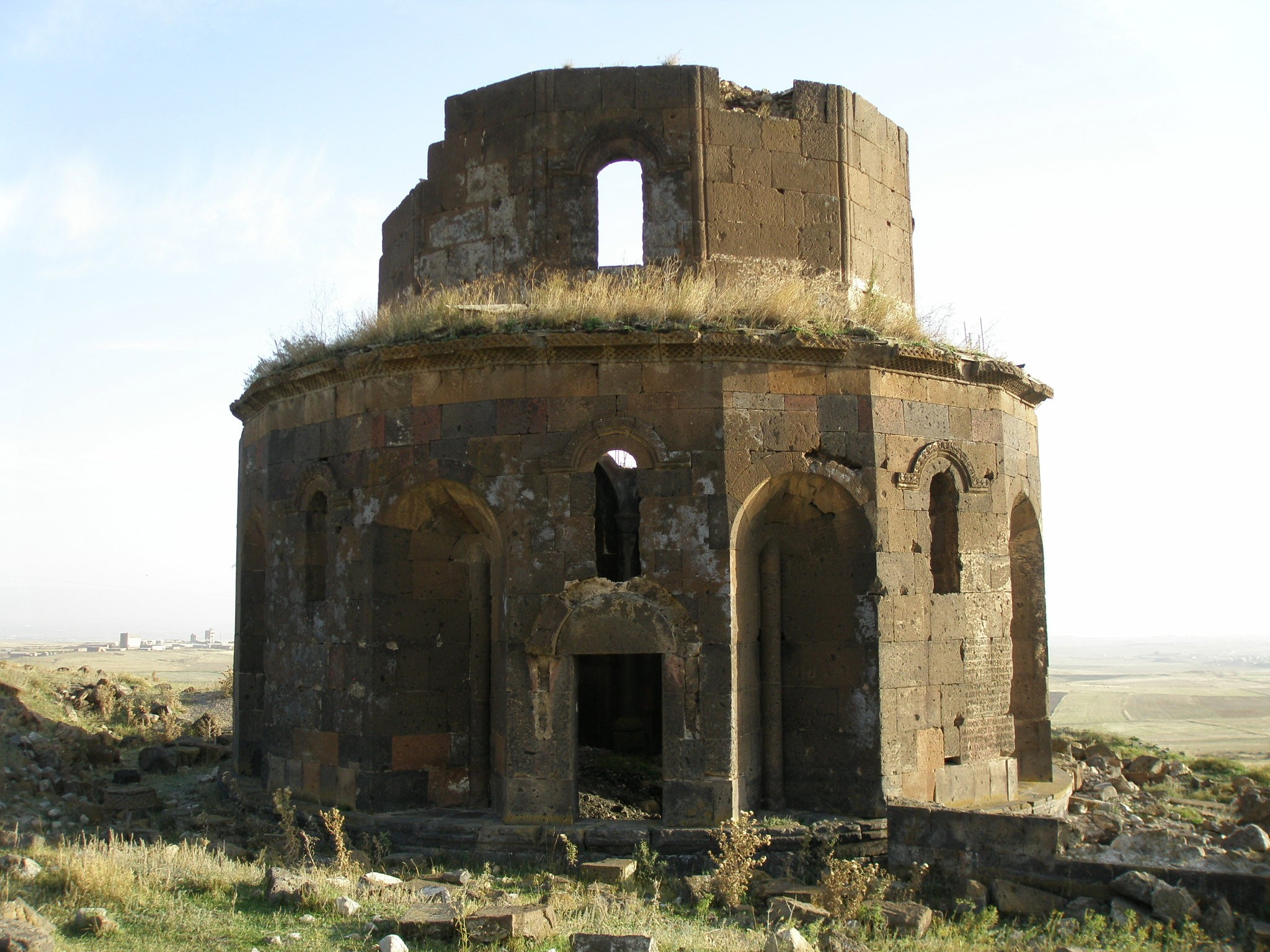
Gharghavank Church, Zoravan, سده ۷ام میلادی
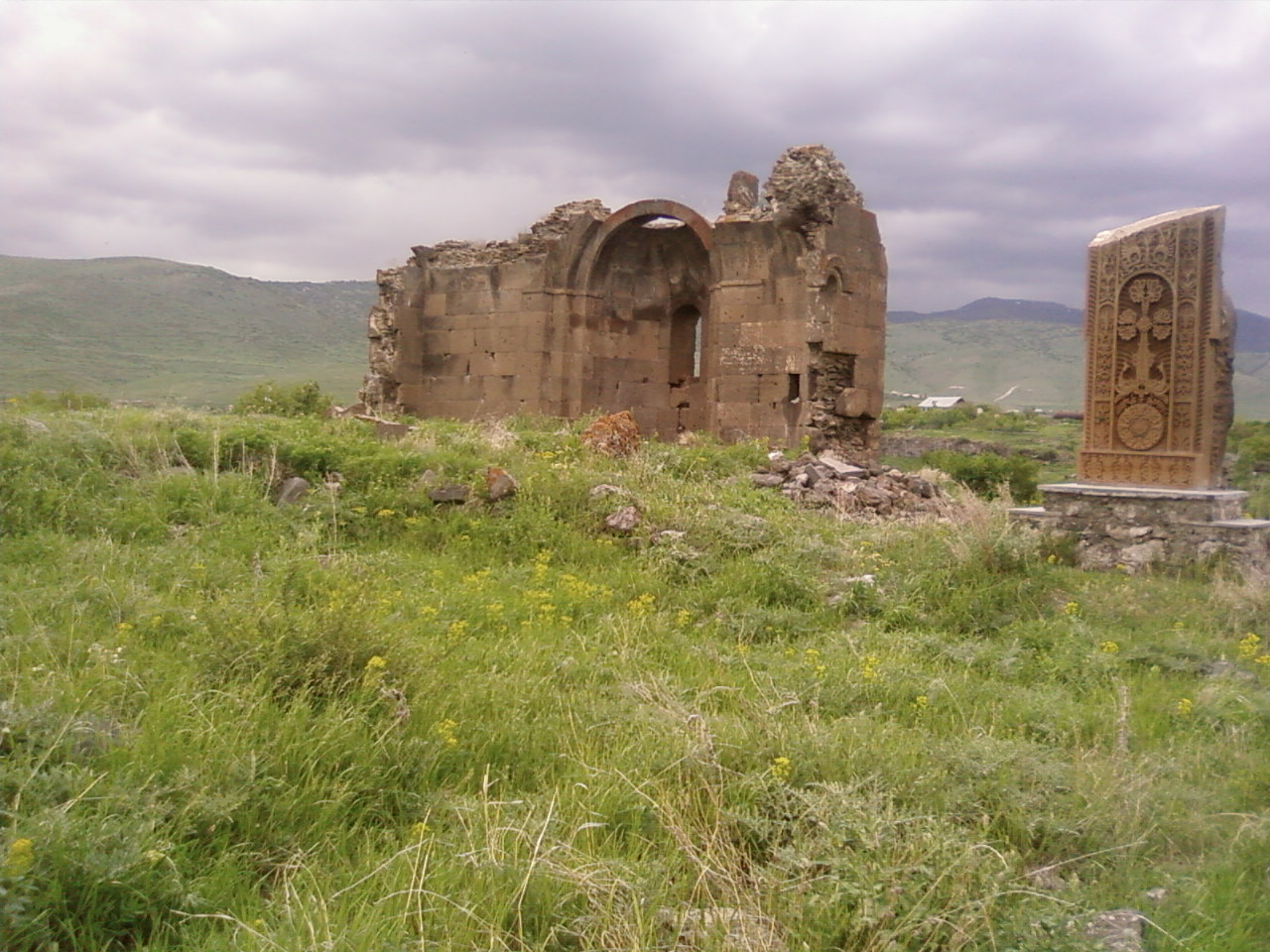
Saint George's Monastery near Argel, سده ۷ام میلادی
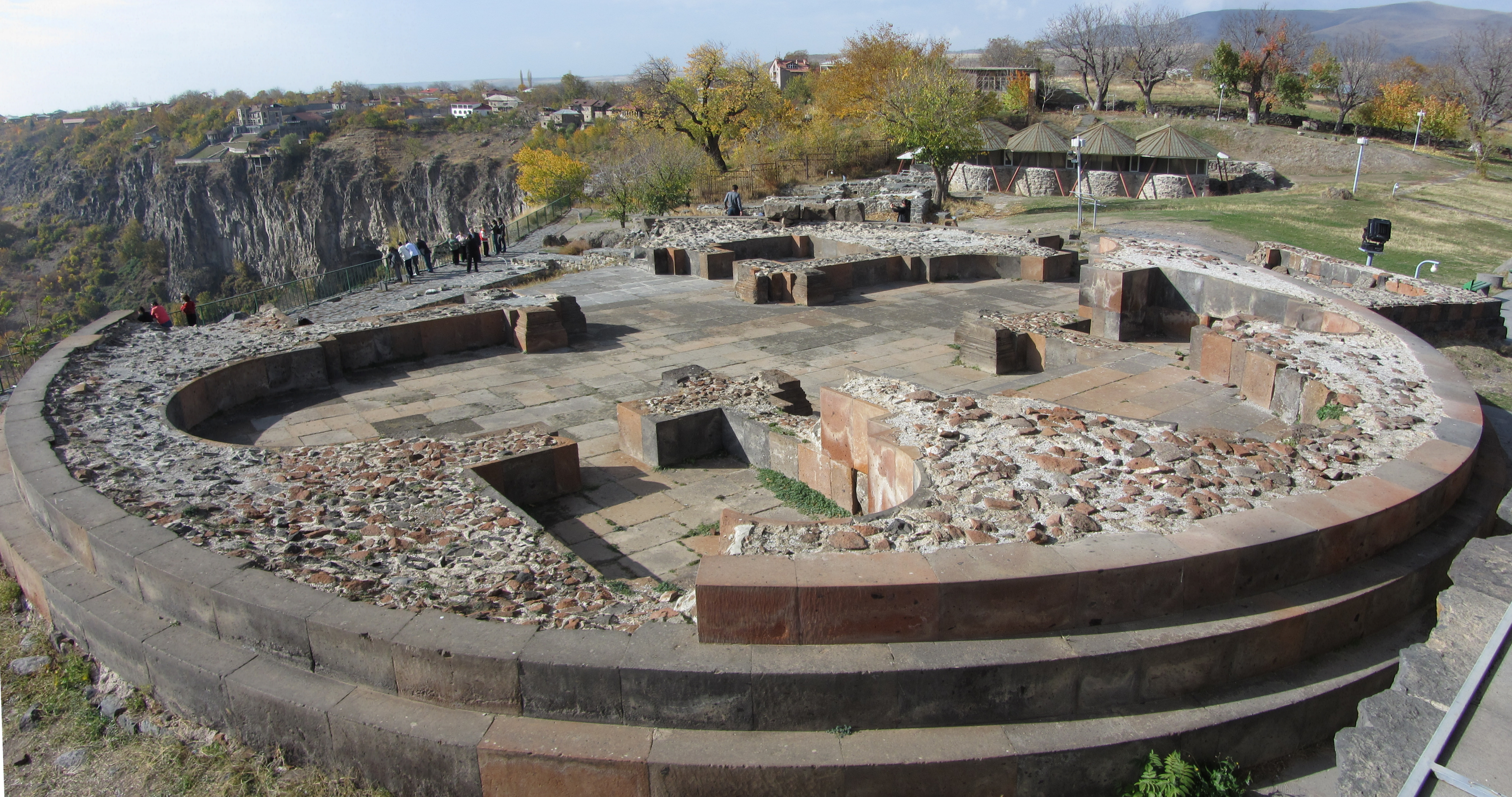
Holy Zion Church, Garni, سده ۷ام میلادی
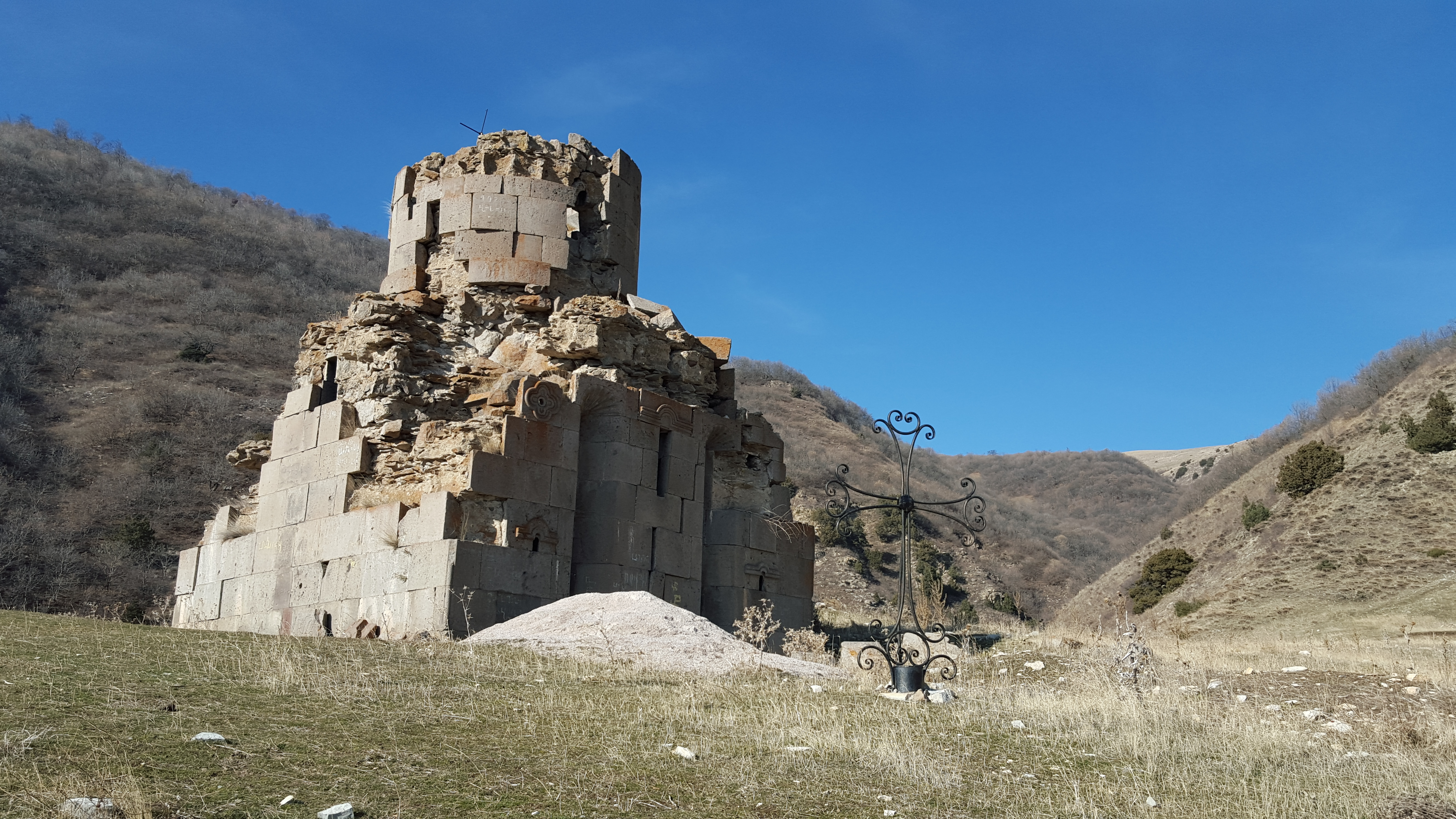
Mayravank Monastery, Solak, سده‌های ۷ام-۱۱ام میلادی
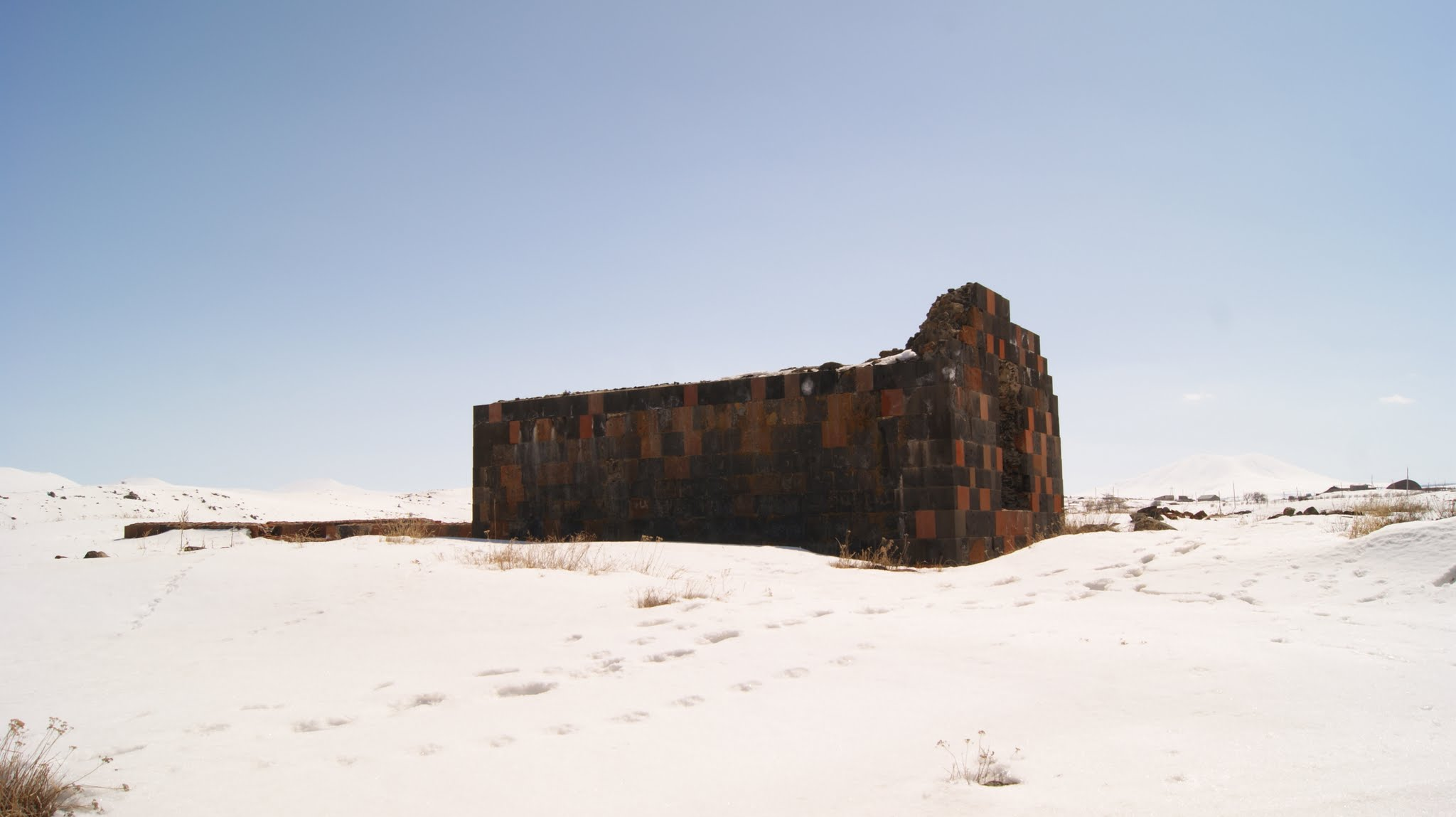
Holy Cross Church, Bjni, سده ۹ام میلادی
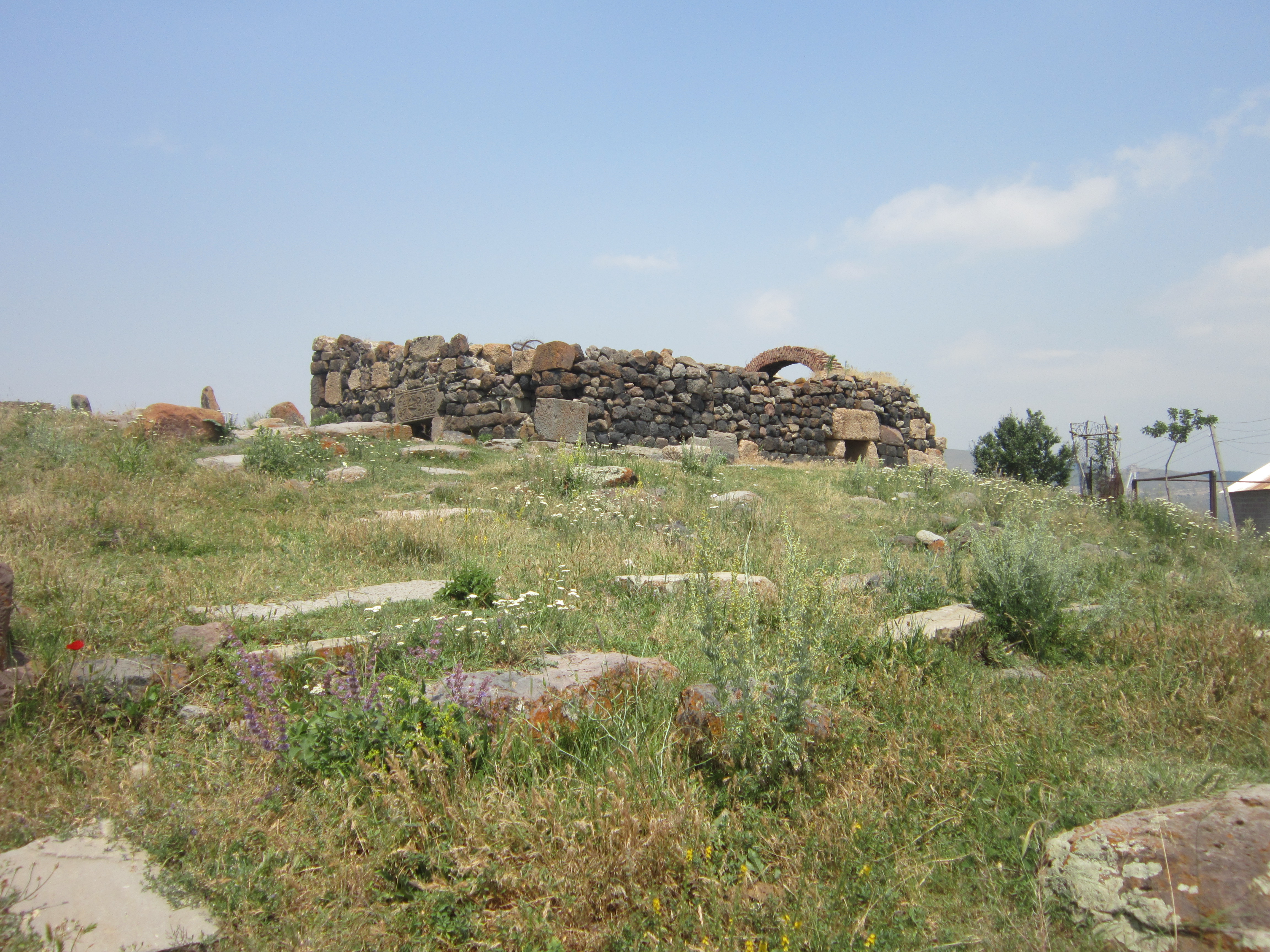
Surp Stepanos Church of Aghbyurak, Hrazdan, سده‌های ۱۰ام-۱۲ام میلادی
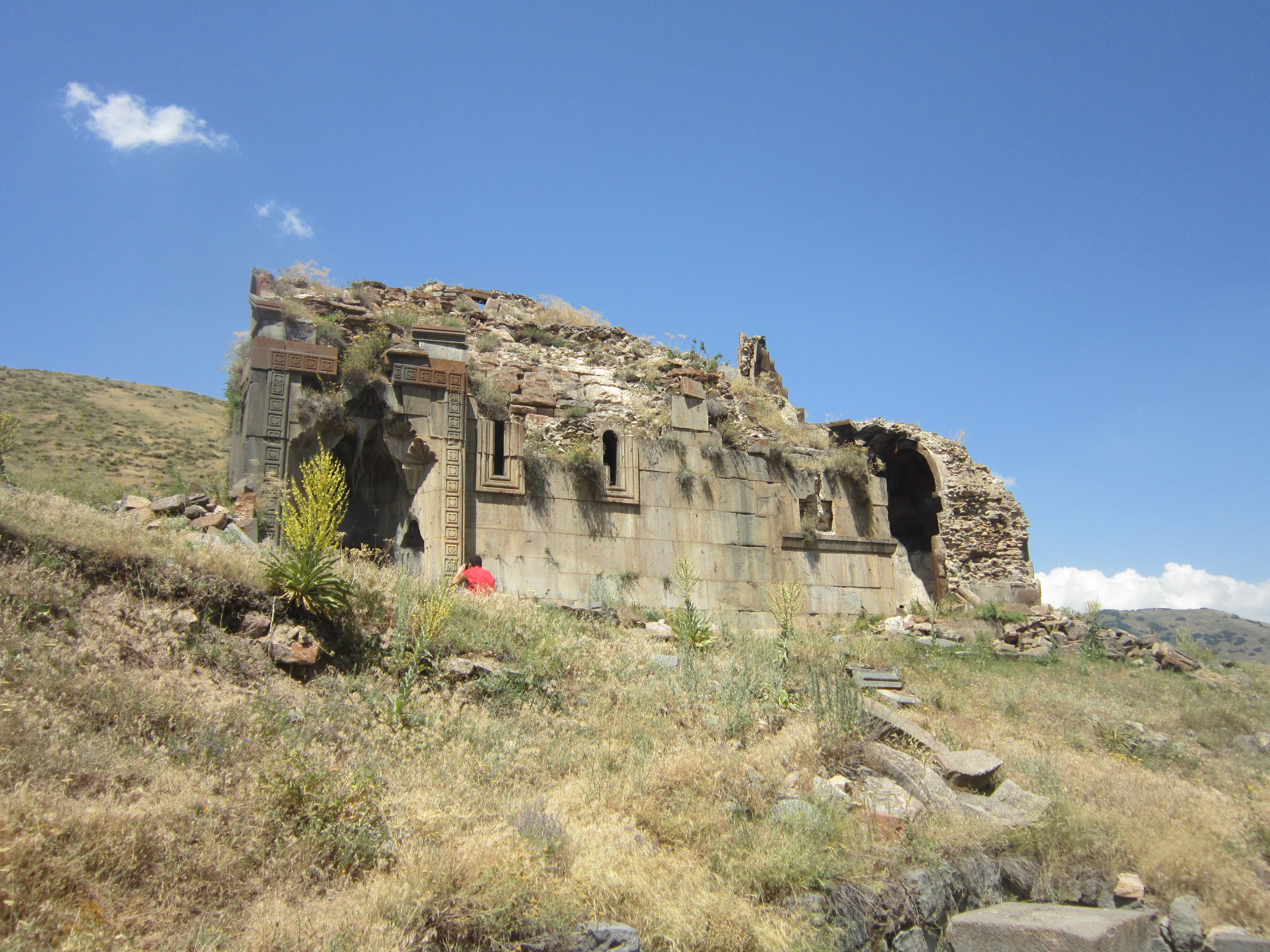
Neghuts Monastery, Arzakan, سده‌های ۱۰ام-۱۳ام میلادی
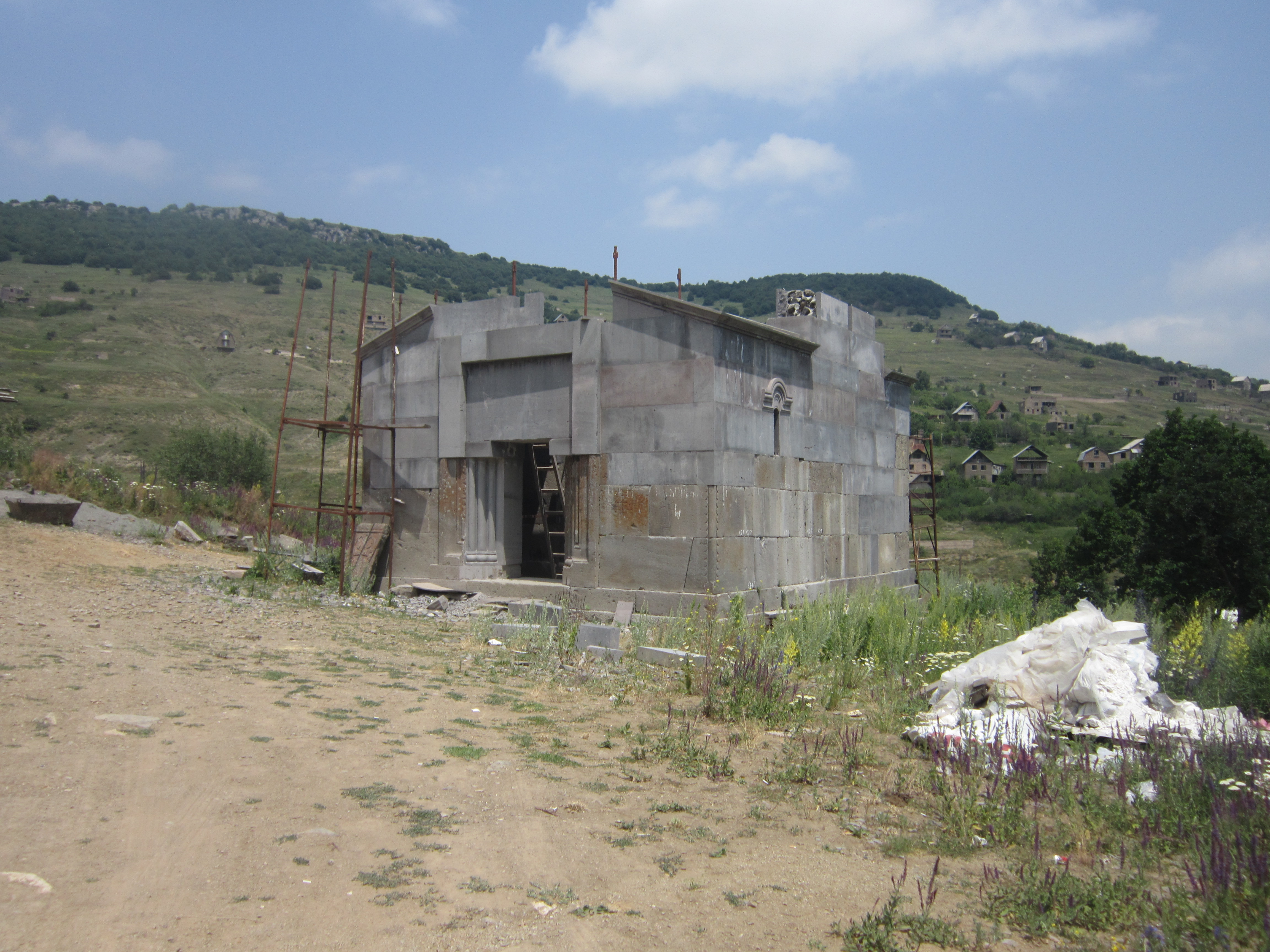
Holy Right Monastery, Hrazdan, سده‌های ۱۰ام-۱۴ام میلادی
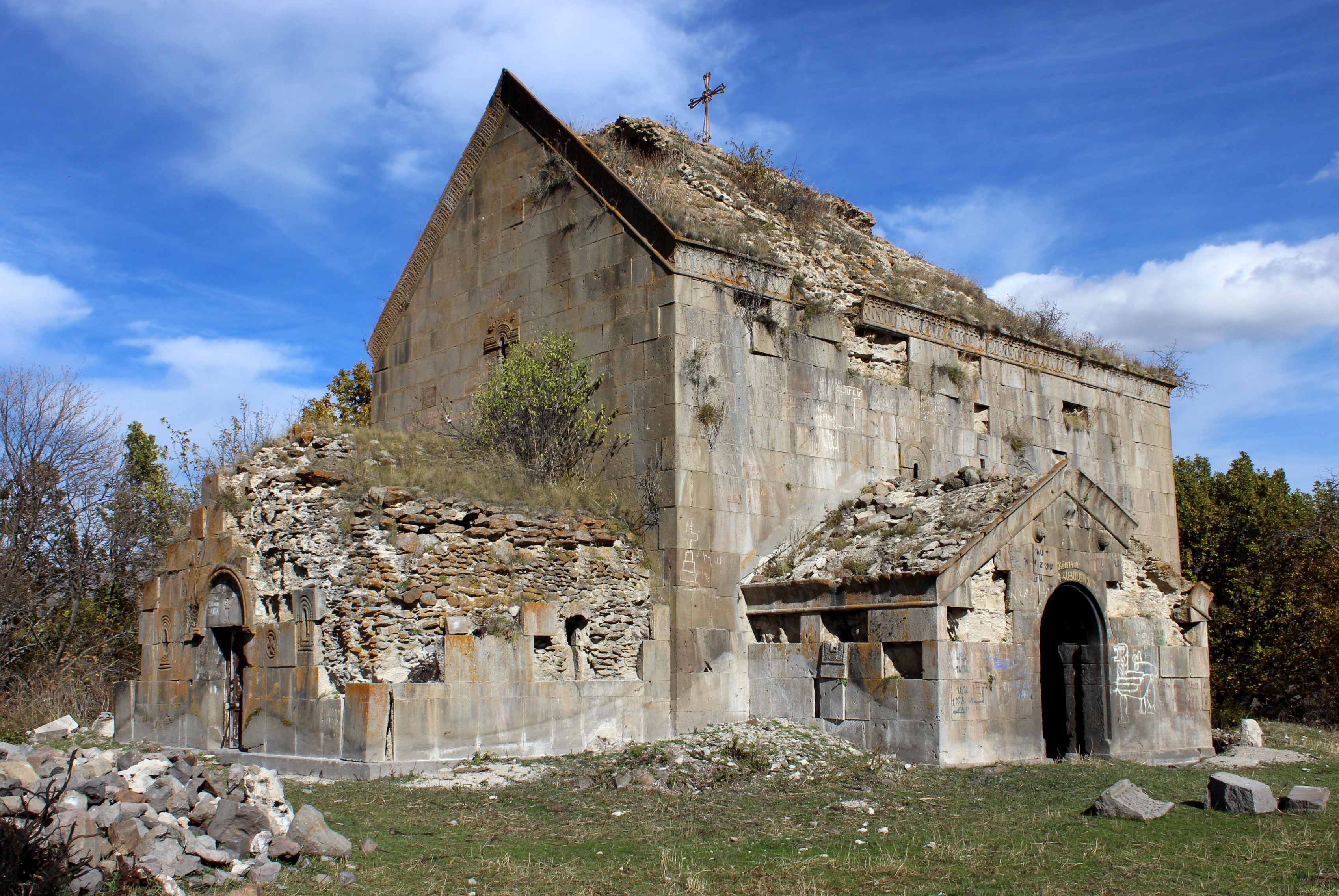
Tejharuyk Monastery, Meghradzor, 1199
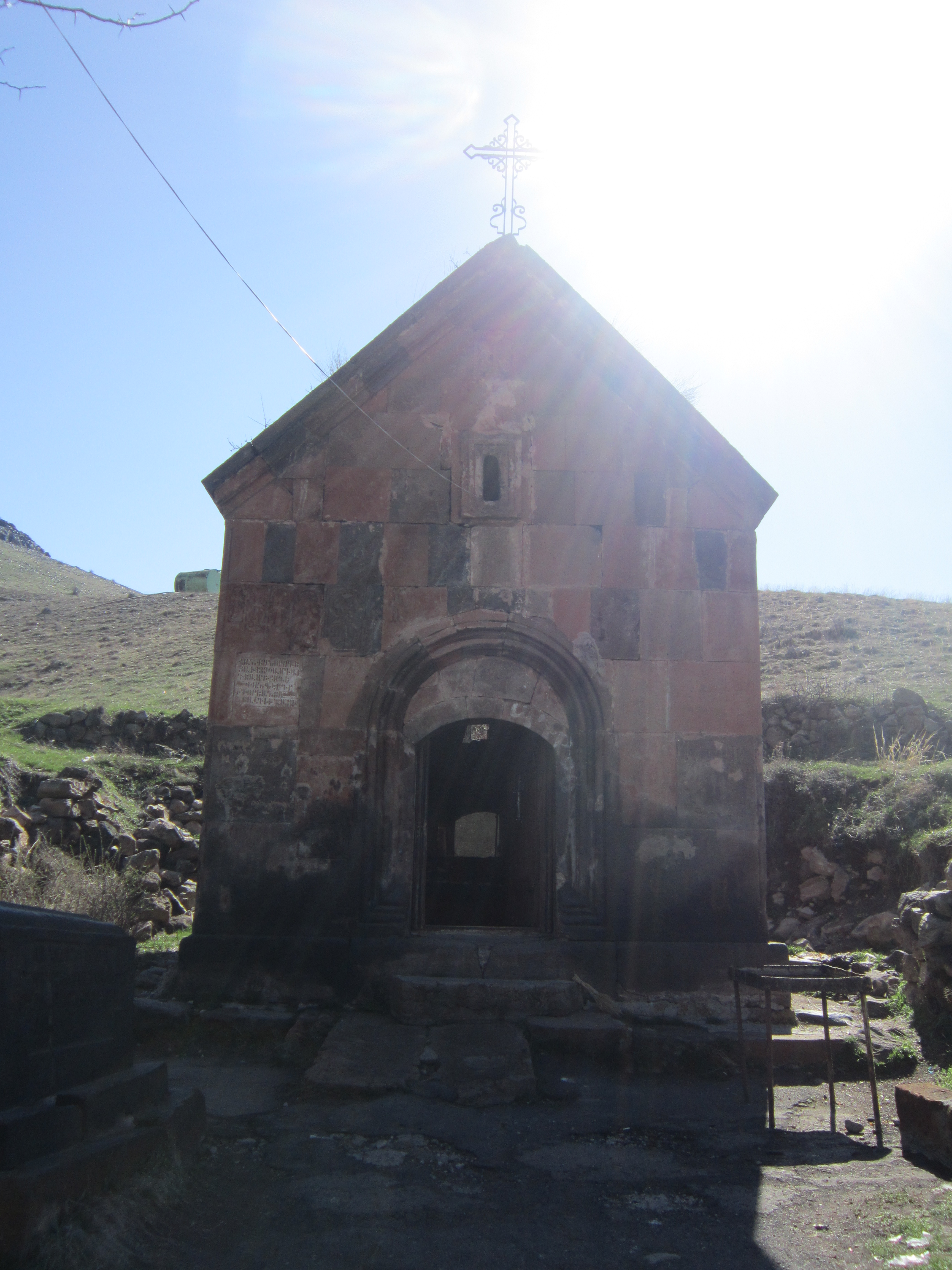
Monastery of Saints Paul and Peter, سده‌های ۱۲ام-۱۳ام میلادی
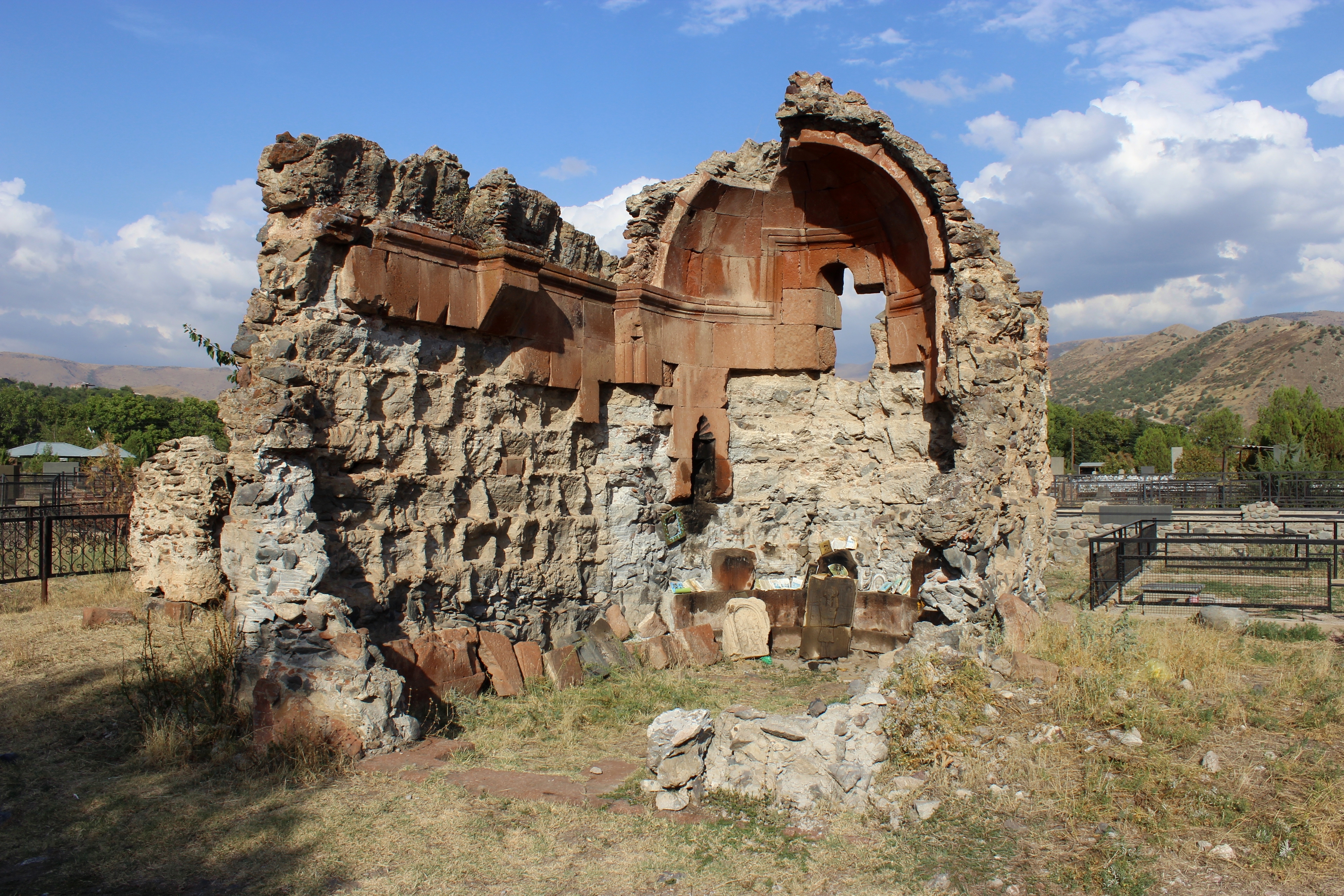
Holy Mother of God Church, Garni, سده‌های ۱۲ام-۱۳ام میلادی
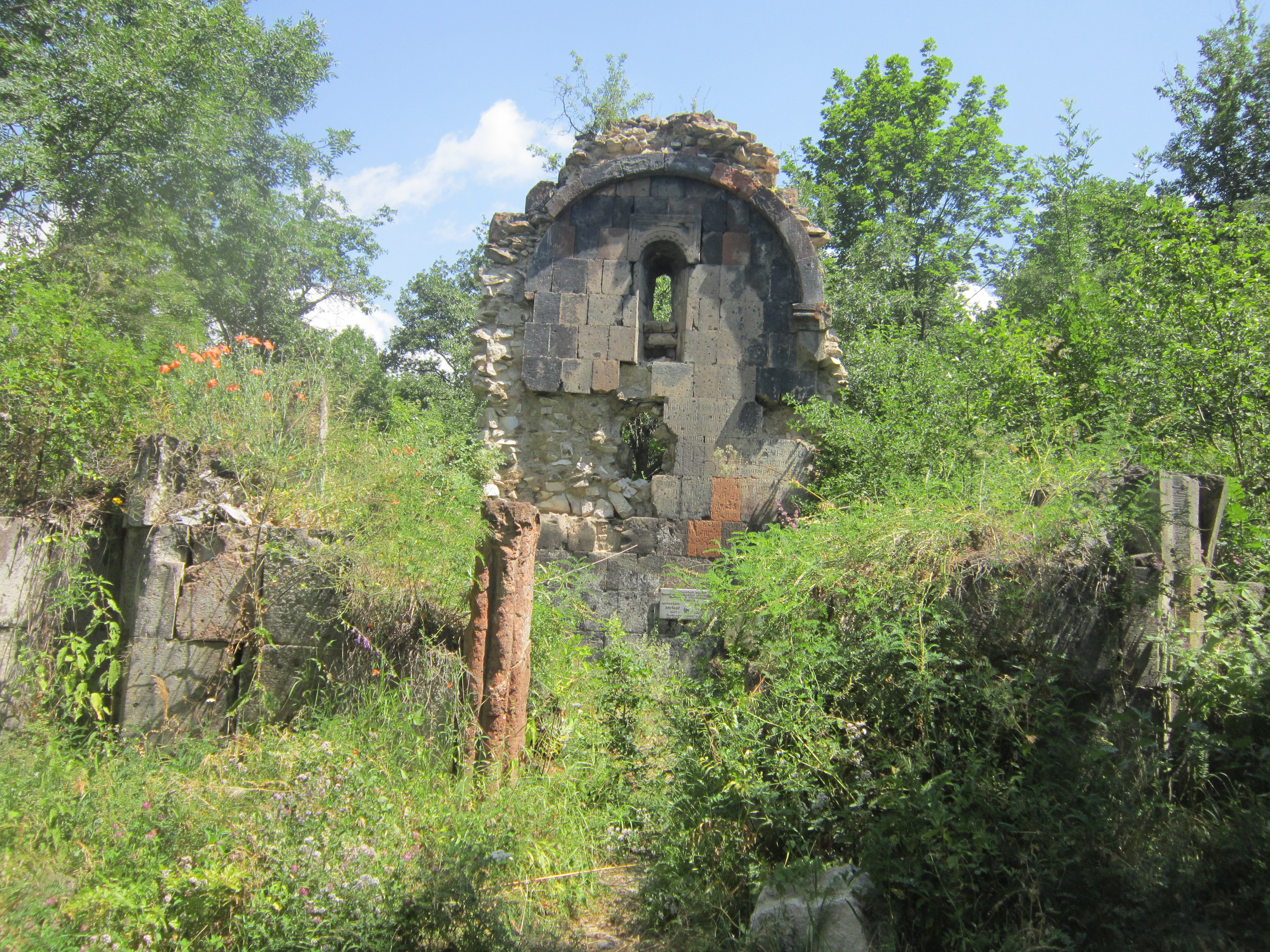
Chorut Monastery, Arzakan, 1207
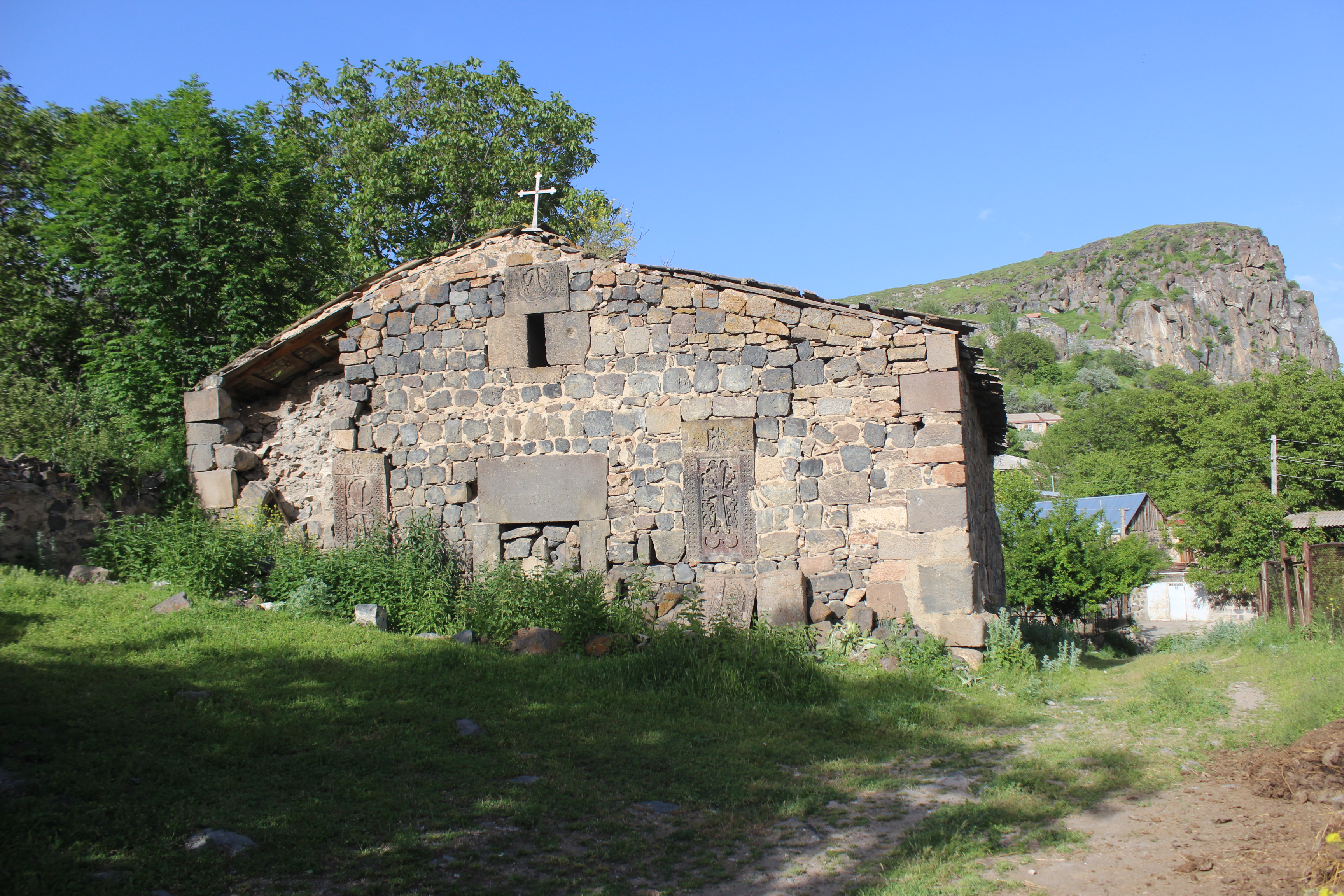
Saint George's Church, Bjni, سده ۱۳ام میلادی
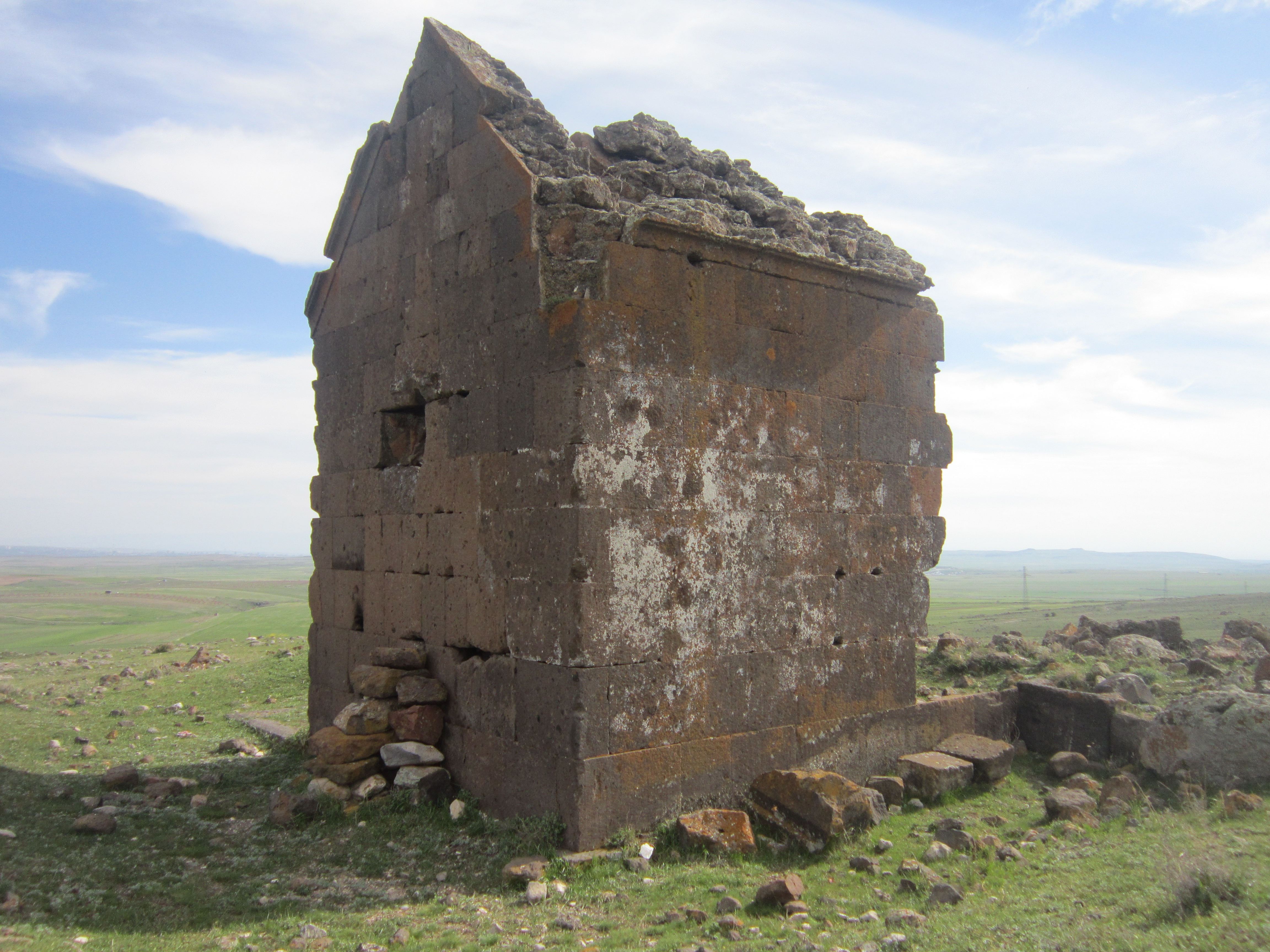
Zoravan Church, Zoravan, سده ۱۳ام میلادی
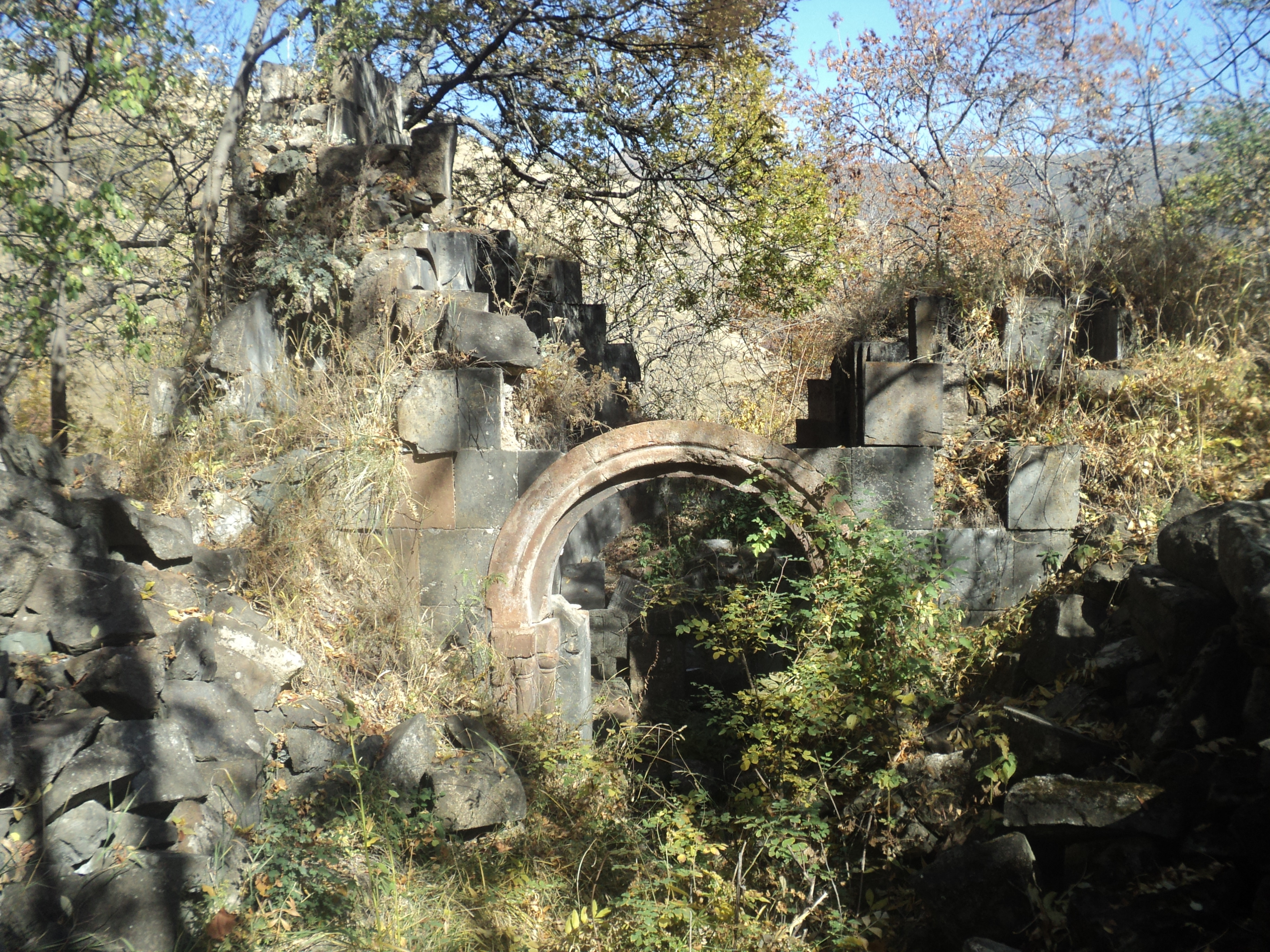
Saint George's Church, Arzakan, 13-14th century
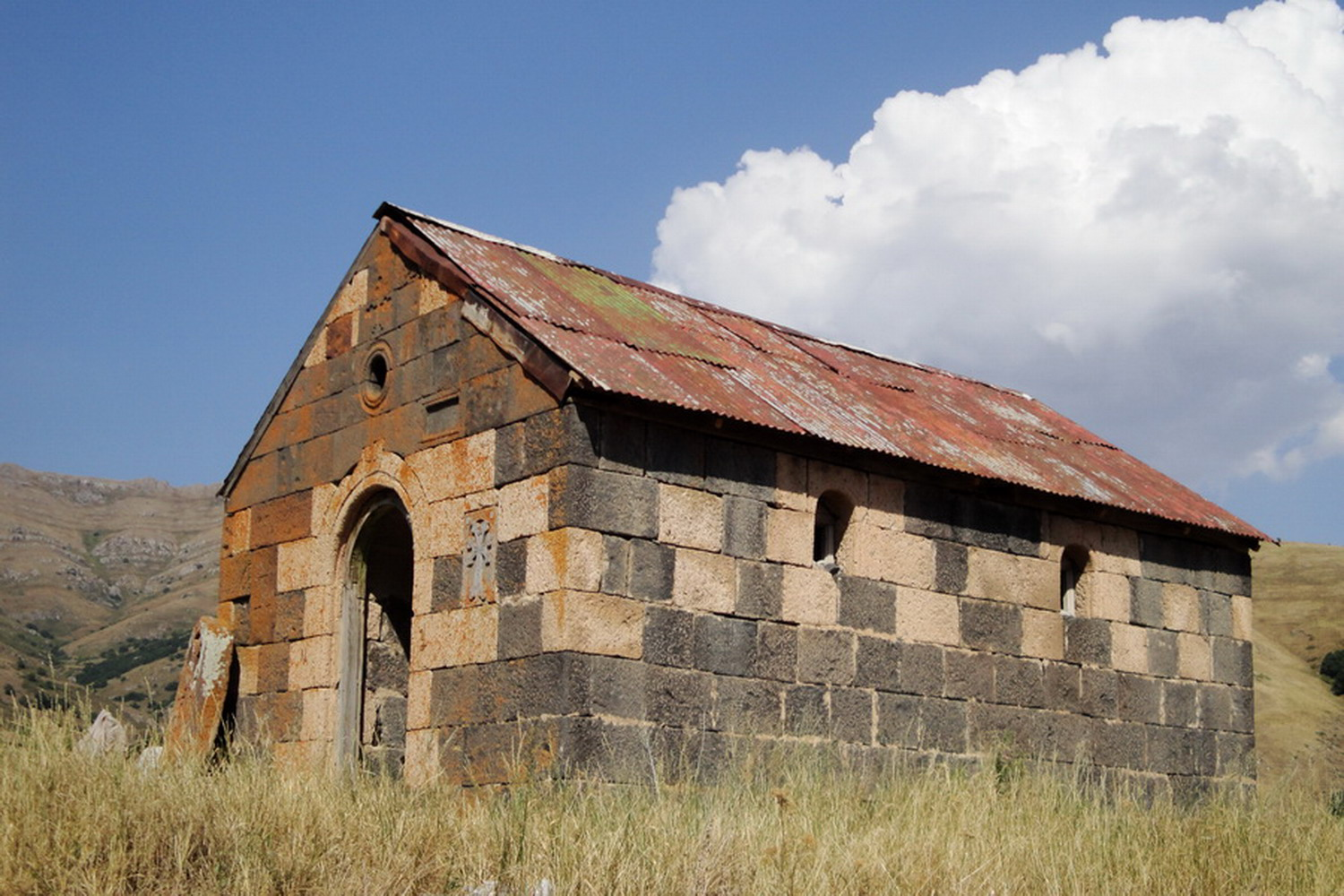
Kakavadzor Chapel, Hrazdan, سده‌های ۱۸ام-۱۹ام میلادی
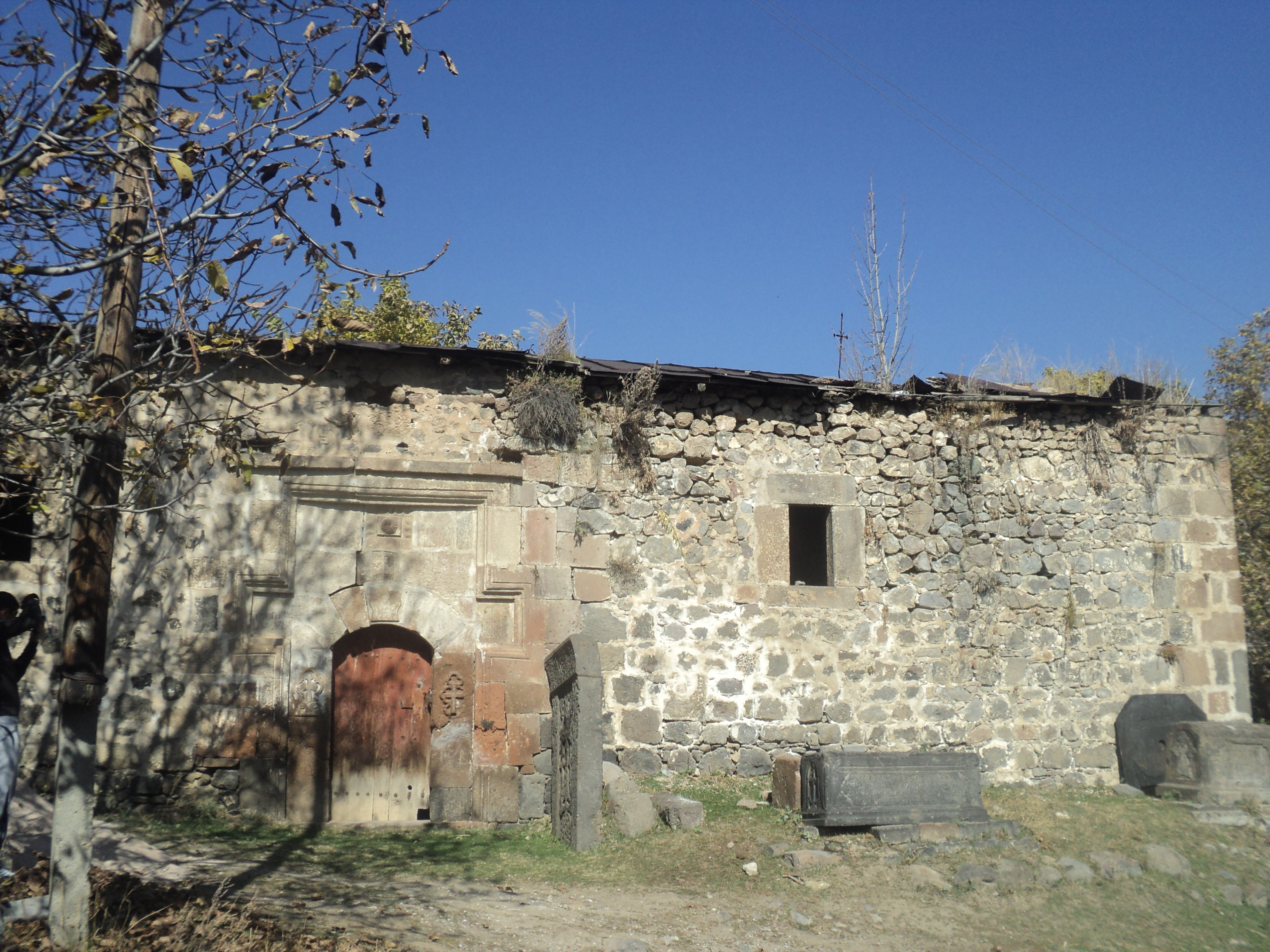
Surp Stepanos Church, Arzakan, 1867
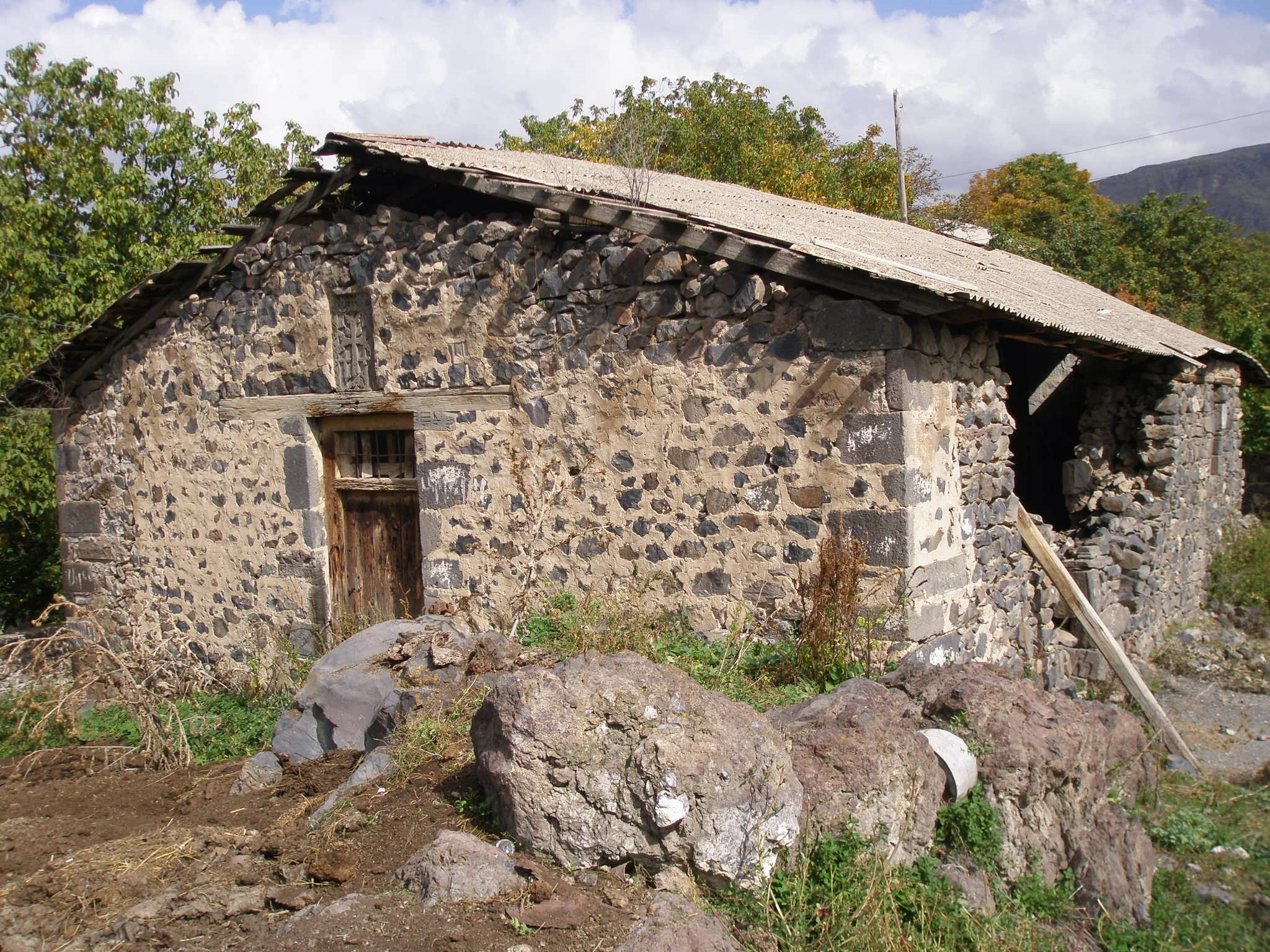
Holy Mother of God Church, Goght, سده ۱۹ام میلادی